# Lentinus brumalis
Lentinus brumalis es una especie de hongo no comestible de la familia de los políporos.

## Taxonomía
El micólogo sudafricano Christiaan Hendrik Persoon describió la especie por primera vez en el año 1794. Fue transferida al género actual por parte de Ivan V. Zmitrovich en 2010.
El epíteto brumalis significa "que ocurre en el invierno".